# إلين ميروجنيك
إلين ميروجنيك (بالإنجليزية: Ellen Mirojnick؛ مواليد 7 يوليو 1949) هي مصممة أزياء أمريكية.